# Bouvancourt
Bouvancourt ist eine französische Gemeinde mit 175 Einwohnern (Stand: 1. Januar 2022) im Département Marne in der Region Grand Est (vor 2016 Champagne-Ardenne). Die Gemeinde gehört zum Arrondissement Reims und zum Kanton Fismes-Montagne de Reims. 

## Geographie
Bouvancourt liegt etwa 20 Kilometer nordwestlich des Stadtzentrums von Reims. Umgeben wird Bouvancourt von den Nachbargemeinden Guyencourt und Bouffignereux im Norden, Cormicy im Nordosten, Cauroy-lès-Hermonville und Hermonville im Osten, Pévy im Süden, Montigny-sur-Vesle im Südwesten sowie Ventelay im Westen.

## Bevölkerungsentwicklung
| Jahr      | 1962 | 1968 | 1975 | 1982 | 1990 | 1999 | 2006 | 2018 |
| --------- | ---- | ---- | ---- | ---- | ---- | ---- | ---- | ---- |
| Einwohner | 194  | 188  | 172  | 166  | 155  | 157  | 161  | 187  |

Quellen: Cassini und INSEE

## Sehenswürdigkeiten

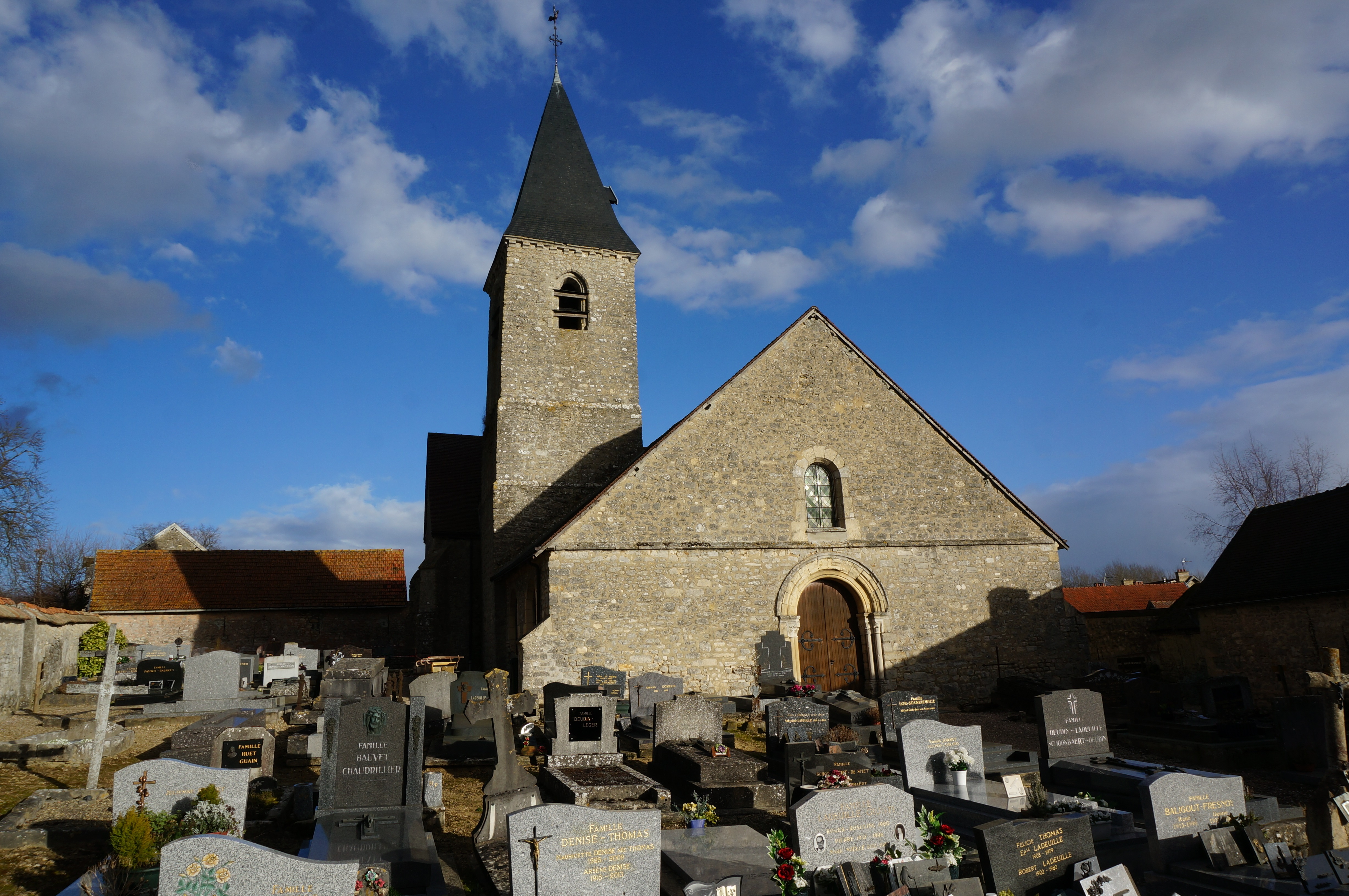
Kirche Saint-Rémi

- Kirche Saint-Rémi
- Priorat
- Schloss Bouvancourt